# هارون روسي
هارون روسي (بالإنجليزية: Aaron Rossi)‏ هو طبال أمريكي، ولد في 6 ديسمبر 1980 في ساوث كينغستاون في الولايات المتحدة.

## وصلات خارجية
- هارون روسي على موقع ميوزك برينز (الإنجليزية)
- هارون روسي على موقع أول ميوزيك (الإنجليزية)
- هارون روسي على موقع ديسكوغز (الإنجليزية)